# Bressan (Fußballspieler)
Bressan, bürgerlicher Name Matheus Simonete Bressanelli, (* 15. Januar 1993 in Caxias do Sul) ist ein brasilianischer Fußballspieler.

## Karriere

### Verein
Der 1,85 Meter große Defensivakteur Bressan stand zu Beginn seiner Karriere mindestens ab 2010 in Reihen von EC Juventude. Dort lief er saisonübergreifend in sechs Spielen (ein Tor) der Serie D und neun Partien (kein Tor) der Gaucho 1. Div auf. In den Jahren 2011 und 2012 gewann sein Verein die Copa FGF. Anfang Januar 2013 wechselte er zum Grêmio FBPA. Dort bestritt er in der Folgezeit insgesamt 69 Ligaspiele und erzielte zwei Treffer (Serie A: 54 Spiele/1 Tor; Gaucho 1. Div: 15/1) und kam je sechsmal (kein Tor) in der Copa Libertadores und der Copa do Brasil zum Einsatz. In der zweiten Dezemberhälfte 2014 wurde er an den CR Flamengo ausgeliehen. Dieses Engagement währte bis Anfang August 2015. In diesem Zeitraum stehen für ihn zwölf Ligaeinsätze zu Buche, bei denen er einmal ins gegnerische Tor traf (Serie A: 4/0; Carioca 1. Div: 8/1). Hinzu kamen drei absolvierte Partien ohne persönlichen Torerfolg im nationalen Pokalwettbewerb. Anschließend kehrte er zu Grêmio zurück, schoss drei Tore bei 22 weiteren Ligaspielen (Serie A: 15/2; Primeira Liga: 1/1; Gaucho 1. Div: 6/0) und wurde in drei Begegnungen (kein Tor) der Copa Libertadores 2016 eingesetzt. Mitte Juli 2016 verpflichtete ihn der uruguayische Erstligist Club Atlético Peñarol auf Leihbasis. Er unterzeichnete einen Vertrag für zunächst eine Spielzeit. Das Gehalt in Höhe von 120.000 R$ übernahmen als Teil der Transfervereinbarungen beide Klubs je zur Hälfte. In der Saison 2016 bestritt er bei den „Aurinegros“, die mit einem 14. und somit drittletzten Platz die schlechteste Saisonplatzierung des Klubs in den letzten Jahrzehnten erreichten, elf persönlich torlose Partien in der Primera División. Des Weiteren weist die Statistik für ihn zwei Einsätze (ein Tor) in der Copa Sudamericana 2016 aus. Ende Januar 2017 kehrte er zu Grêmio zurück. Beim Gewinn der Copa Libertadores 2017 erzielte Bressan in zwölf Spielen ein Tor.
Nach Abschluss der Saison 2018 wechselte Bressan ablösefrei in die USA zum FC Dallas. In der Major League Soccer gab Bressan am 13. Juni 2019 sein Debüt. In der zweiten Runde der Saison 2019 wurde er im Heimspiel gegen Portland Timbers in der 87. Minute für Jesús Ferreira eingewechselt. In der vierten Runde des Wettbewerbs, bei seinem achten Einsatz am 22. Juni 2019, zuhause gegen den Toronto FC, erzielte er sein erstes Tor für den Klub. Nach Zuspiel von Michael Barrios erzielte er in der 51. Minute das Tor zum zwischenzeitlichen 2:0 (Endstand-3:0). Nach Ende der Saison 2021 wurde sein Vertrag durch den Klub nicht verlängert.
Anfang März 2022 gab der Avaí FC die Verpflichtung von Bressan bekannt. Der Kontrakt erhielt eine Befristung bis zum Ende der Campeonato Brasileiro Série B 2022 im November. Im März 2023 wechselte der Spieler dann nach China zu Nantong Zhiyun. Bereits im Januar 2024 wechselte Bressan erneut. Er unterzeichnete beim OFI Kreta in Griechenland. Der Vertrag erhielt eine Laufzeit über eineinhalb Jahre.

### Nationalmannschaft
Bressan wurde von Trainer Ney Franco im März 2011 in die brasilianische U-18-Auswahl für die im April jenes Jahres ausgetragene 11. Copa Internacional do Mediterrâneo berufen.
Er gehörte dem brasilianischen Kader bei den Panamerikanischen Spielen 2015 an und wurde im Verlaufe des dortigen Fußballturniers viermal (kein Tor) in der U-22-Nationalmannschaft Brasiliens eingesetzt.

## Erfolge
Grêmio
- Copa Libertadores: 2017
- Recopa Sudamericana: 2018
- Staatsmeisterschaft von Rio Grande do Sul: 2018